# Bagning
Bagning er en metode til tilberedning af fødevarer ved hjælp af tør varme gennem længere tid, normalt i en ovn, men også i varm aske eller på varme sten. Det mest almindelige bagværk er brød, men mange andre typer af fødevarer bages også. Varmen overføres efterhånden "fra overfladen af kager, småkager og brød til deres centrum. I takt med at varmen bevæger sig indad, forvandles dejen til bagværk med en fast, tør skorpe og en blødere midte". Bagning kan kombineres med grilning, enten ved brug af begge metoder samtidigt eller den ene efter den anden. Bagning er også relateret til grilning, fordi konceptet bag stenovne ligner det for ildsteder til røgning.
På grund af historiske sociale og familiemæssige roller er bagning traditionelt blevet udført i hjemmet af kvinder til eget forbrug og af mænd i bagerier og restauranter til lokalt forbrug. Da produktionen blev industrialiseret, blev bagning automatiseret af maskiner i store fabrikker. Bagekunsten er fortsat en grundlæggende færdighed, og bagning er vigtig for ernæringen, da bagværk, især brød, er en udbredt og vigtig fødevare, både fra et økonomisk og et kulturelt synspunkt. En person, der har som erhverv at forberede bagværk, kaldes en bager.

## Fødevarer og teknikker
Alle typer fødevarer kan bages, men nogle kræver særlig omhu og beskyttelse fra direkte varme. Forskellige teknikker er blevet udviklet for at give denne beskyttelse.
Ud over brød bages kager, tærter, quicher, småkager, kiks med mere. Disse populære varer kendes kollektivt som bagværk og sælges ofte hos bagerier, der er butikker, der primært sælger bagværk, på markeder, i supermarkeder og gennem andre kanaler.
Kød, inklusive speget kød såsom skinke, kan også bages, men bagning bruges ofte kun til farsbrød, mindre kødstykker og større kødstykker med fyld eller overtræk så som brødkrummer eller dej. Nogle fødevarer lægges i en mindre mængde væske (f.eks. vand eller bouillon) under bagning, kendt som braisering. Større stykker kød uden fyld eller overtræk steges oftere, hvilket er en lignende process, men foregår ved højere temperaturer og i kortere tid. Stegning fungerer dog kun med finere kødstykker, så der er udviklet andre metoder til at gøre sejere kødstykker spiselige efter bagning. En af disse metoder kendes som en croûte (fransk for "i en skal"), hvilket beskytter kødet fra direkte varme og forsegler de naturlige safter inden i kødet. Kød, fjerkræ, vildt, fisk og grøntsager kan også tilberedes ved at bage dem en croûte. Velkendte eksempler inkluderer Beef Wellington, hvor oksekød indkapsles i butterdej før bagning, pâté en croûte, hvor en terrine indkaples i butterdej før bagning, og den vietnamesiske variant, et kødfyldt stykke bagværk kaldet pâté chaud. En croûte-metoden tillader også at bage kød ved at lægge det i gløderne – en favoritmetode til at tilberede vildtkød. I dette tilfælde laves den beskyttende skal af en dej af mel og vand og fjernes før kødet spises. Salt kan ligeledes bruges til at lave en beskyttende skal, som ikke spises. En anden metode til at beskytte fødevarer mod varmen under bagning er at bage dem en papillote (fransk for "i pergament"). Med denne metode dækkes kødet med bagepapir (eller aluminiumsfolie), mens det bages. De tilberedte pakker serveres nogle gange uåbnede, hvilket tillader middagsgæsterne selv at opdage indholdet, hvilket kan give et overraskelsesmoment.
Æg kan også bruges under bagning til at lave salte eller søde retter. Kombineret med mejeriprodukter, især ost, serveres de ofte til dessert. For eksempel, selvom en vaniljecreme kan laves med stivelse (i form af mel, majsstivelse, pilerod eller kartoffelmel), er smagen mere delikat, hvis der bruges æg som fortykningsmiddel. Bagte vaniljecremer, såsom crème caramel, er blandt de fødevarer, der skal beskyttes mod den direkte varme i en ovn, og et vandbad klarer dette. Beholderen med fødevaren nedsænkes halvvejs i vand i en anden, større beholder, så varmen fra ovnen tilføres mere skånsomt under bagningen. At bage en succesfuld soufflé kræver at bagningsprocessen kontrolleres nøje. Ovntemperaturen skal være fuldstændig jævn og pladsen i ovnen kan ikke deles med en anden ret. Disse faktorer, sammen med det visuelle indtryk af en luftfyldt dessert, har givet denne ret en renommé for at være stor kogekunst. På samme måde er der brug for en god bageteknik (og en god ovn) for at lave en Baked Alaska på grund af sværheden i at bage det varme marengsovertræk samtidig med den kolde is.  
Bagning kan også bruges til at tilberede en række andre fødevarer så som pizzaer, bagte kartofler, bagte æbler, baked beans, nogle gryderetter og pastaretter som lasagne.